# Spostamento virtuale
In meccanica razionale, uno spostamento virtuale {\displaystyle \delta \mathbf {r} _{i}} di un punto materiale in moto in un sistema dotato di vincoli è definito come:
«Un cambiamento, assunto infinitesimo, delle coordinate del sistema a tempo mantenuto costante. Lo spostamento è definito virtuale piuttosto che reale dato che nessuno spostamento può effettivamente avvenire a tempo costante.»
In pratica, se i vincoli cui il punto materiale, o il punto dello spazio delle configurazioni, è sottoposto sono mobili, lo spostamento virtuale considera soltanto lo spostamento del punto sul vincolo così come questo è posizionato al tempo {\displaystyle t}, al contrario dello spostamento reale, che considera anche il moto del vincolo. Se invece i vincoli sono fissi, l'insieme degli spostamenti virtuali coincide con l'insieme degli spostamenti possibili.
Può essere utile (soprattutto in scienza delle costruzioni) immaginare uno spostamento virtuale di una certa struttura "congelata" ad un certo istante di tempo, come un possibile movimento infinitesimo della stessa in previsione a quelli che potrebbero essere gli spostamenti reali. 

## Caratterizzazione formale
L'1-forma differenziale associata ad un insieme di vettori posizione che caratterizzano il sistema, {\displaystyle \mathbf {r} _{i}}, che sono funzioni di altre variabili {\displaystyle \lbrace q_{1},\dots ,q_{m}\rbrace }, i quali generano lo spazio delle configurazioni, e del tempo, {\displaystyle t} può essere espresso come segue:
{\displaystyle d\mathbf {r} _{i}={\frac {\partial \mathbf {r} _{i}}{\partial t}}dt+\sum _{j=1}^{m}{\frac {\partial \mathbf {r} _{i}}{\partial q_{j}}}dq_{j}}
Dove il secondo termine a destra dell'uguale rappresenta lo spostamento virtuale:
{\displaystyle \delta \mathbf {r} _{i}=\sum _{j=1}^{m}{\frac {\partial \mathbf {r} _{i}}{\partial q_{j}}}\mathrm {d} q_{j}}
Come caso particolare di spostamento infinitesimo, solitamente indicato {\displaystyle d\mathbf {r} }, uno spostamento virtuale, indicato {\displaystyle \delta \mathbf {r} }, è riferito a un cambiamento infinitesimo nelle coordinate di posizione di un sistema così che le equazioni dei vincoli rimangano soddisfatte.
La seconda equazione è utilizzata nella meccanica lagrangiana per collegare le coordinate generalizzate, {\displaystyle q_{j}}, al lavoro virtuale, {\displaystyle \delta W}, e alle forze generalizzate, {\displaystyle Q_{j}}. Nella meccanica analitica il concetto di spostamento virtuale, collegato al concetto di lavoro virtuale ha senso solo se applicato a un sistema fisico vincolato. 
Per esempio, se un corpo è costretto a muoversi su una circonferenza verticale la sua posizione può essere rappresentata dalla coordinata {\displaystyle \theta }, che indica l'angolo a cui si trova il corpo. Se il corpo si trova al culmine della circonferenza alzarlo dalla sua quota {\displaystyle z} ad un'altezza {\displaystyle z+dz} comporta la messa in atto di uno spostamento infinitesimo, ma viola la equazione di vincolo. Il solo spostamento virtuale possibile consiste nel muovere il corpo, che si trova in {\displaystyle \theta }, in una nuova posizione {\displaystyle \theta +\delta \theta }, dove {\displaystyle \delta \theta } può essere negativo o positivo.
Va osservato che uno spostamento virtuale è necessariamente spaziale, infatti, quando vengono eseguiti il tempo è fissato; per questo, quando si calcolano i differenziali virtuali di quantità che sono funzioni delle coordinate spaziali e temporali non si tiene conto della dipendenza dal tempo.